# Hyundai Alcazar
La Hyundai Alcazar è un crossover prodotto dalla casa automobilistica sud coreana Hyundai Motor Company a partire dal 2021.

## Descrizione
La Hyundai Alcazar è un SUV crossover compatto a 6 o 7 posti disposti su tre file prodotto dall'azienda coreana in India, presentato nell'aprile 2021 e introdotto nell'omonimo mercato a giugno 2021
Costruito sulla piattaforma Hyundai-Kia K2 a trazione anteriore, condivide molte componenti con la Kia Seltos.
L'Alcazar al lancio è disponibile con un motore a benzina da 2,0 litri e un turbodiesel da 1,5 litri, con il primo che ha un'accelerazione dichiarata nello 0-100 km/h di 9,5 secondi. Entrambe le motorizzazioni sono disponibili con un cambio manuale a 6 marce o un cambio automatico a 6 marce.

### Motorizzazioni
| Motore a benzina    | Motore a benzina | Motore a benzina       | Motore a benzina            | Motore a benzina               |
| Modello             | Motore           | Potenza                | Coppia                      | Trasmissioni                   |
| ------------------- | ---------------- | ---------------------- | --------------------------- | ------------------------------ |
| 2.0 L Nu MPI        | 1999 cm³         | 159 CV a 6200 giri/min | 191 Nm a 4500 giri/min      | manuale o automatico a 6 marce |
| Motore diesel       |                  |                        |                             |                                |
| Modello             | Motore           | Potenza                | coppia                      | Trasmissioni                   |
| 1,5 L U II CRDi VGT | 1493 cm³ turbo   | 115 CV a 4000 giri/min | 250 Nm a 1500–2750 giri/min | manuale o automatico a 6 marce |